# Craig Parker
Pour l’article homonyme, voir Parker.
Craig Parker, né le 12 novembre 1970 à Suva, Fidji, est un acteur néo-zélando-fidjien.

## Biographie
Craig Parker est né le 12 novembre 1970 à Suva, Fidji. Il a un frère, David Parker.
Il a vécu au Royaume-Uni pendant un certain temps, mais habite maintenant en Nouvelle-Zélande.

## Carrière
Il interprète au début des années 2000 le rôle d'Haldir, un elfe sous les ordres de Galadriel et Celeborn, dans la saga Le Seigneur des Anneaux.
De 2008 à 2010, il joue le rôle de Darken Rahl dans la série télévisée américaine Legend of the Seeker.
De 2010 à 2012, il interprète Gaius Claudius Glaber dans la série télévisée Spartacus, produite par Sam Raimi et Robert Tapert.
Entre 2014 et 2017, il incarne Lord Narcisse dans la série télévisée Reign.

## Filmographie

### Cinéma

#### Longs métrages
- 1993 : Mother Tongue : Daniel Rosen
- 2000 : No One Can Hear You de John Laing : député Henley
- 2001 : Le Seigneur des anneaux : La Communauté de l'anneau (The Lord of The Rings: The Fellowship of the Ring) de Peter Jackson : Haldir de Lórien
- 2002 : Le Seigneur des anneaux : Les Deux Tours (The Lord of the Rings: The Two Towers) de Peter Jackson : Haldir de Lórien
- 2006 : Weekend Lovers de Chaitan Kit Shah et Kiran Shah : Matt
- 2009 : Underworld 3 (Underworld : Rise of the Lycans) de Patrick Tatopoulos : Sabas

#### Court métrage
- 1996 : Man Made

### Télévision

#### Séries télévisées
- 1987 : Gloss : Justin Grieg
- 1992 - 1993 / 1996 / 2007 - 2008 / 2020 : Shortland Street : Guy Warner
- 1993 : Les Tommyknockers (The Tommyknockers) : Un étudiant
- 1996 : City Life : Seth
- 1997 - 1998 : Xena, la guerrière (Xena : Warrior Princess) : Prince Sarpedon
- 1998 : Hercule contre Arès (Young Hercules) : Lucius
- 1999 : Les mystères de la bibliothèque (A Twist in the Tale) : Larry Sharpe
- 2003 : Power Rangers: Force Cyclone (Power Rangers : Ninja Storm) : Mad Magnet / Motodrone  (voix)
- 2001 - 2002 : Mercy Peak : Alistair Kingsley
- 2005 : Power Rangers : Super Police Delta (Power Rangers : Space Patrol Delta) : Le narrateur (voix)
- 2008 - 2010 : Legend of the Seeker : L'Épée de vérité (Legend of the Seeker) : Darken Rahl
- 2009 : Diplomatic Immunity : Leighton Mills
- 2010 - 2012 : Spartacus : Glaber
- 2013 : NCIS : Los Angeles : Vassili Comescu
- 2014 : Sleepy Hollow : Colonel Tarleton
- 2014 : NCIS : enquêtes spéciales (NCIS) : Major Richard Huggins, officier conseil du JAG
- 2014 - 2017 : Reign : Stéphane Narcisse
- 2018 : Marvel : Les Agents du SHIELD (Marvel's Agents of S.H.I.E.L.D.) : Taryan Kasiuss
- 2018 - 2019 : Charmed : Alastair Caine
- 2021 - 2022 : Good Trouble : Yuri Elwin

## Voix françaises
| - Boris Rehlinger dans : - Le Seigneur des anneaux : La Communauté de l'anneau - Le Seigneur des anneaux : Les Deux Tours - Xavier Fagnon dans : - Reign : Le Destin d'une reine (série télévisée) - Charmed (série télévisée) et aussi - Tony Joudrier dans Underworld 3 : Le Soulèvement des Lycans - Maurice Decoster dans Les Tommyknockers (mini-série) - Bernard Gabay dans Legend of the Seeker : L'Epée de vérité (série télévisée) - Eric Peter dans Good Trouble (série télévisée) |